# 酉陽トゥチャ族ミャオ族自治県
酉陽トゥチャ族ミャオ族自治県（ゆうようトゥチャぞくミャオぞくじちけん）は中華人民共和国重慶市に位置する自治県。

## 地理
重慶市南東部に位置する。烏江支流の唐崖河上流域にあたる。かつてミャオ族の群居していた土地であり、ミャオ族の習俗が多く残るとされる。

## 歴史
県名は県内を流れる酉水の北岸に位置したことに由来する。
元代に酉陽州が設置され、1913年に県に改められた。1983年に自治県に改編され現在に至る。

## 行政区画
下部に2街道、14鎮、23郷を管轄する。
- 街道:桃花源街道、鍾多街道
- 鎮:竜潭鎮、麻旺鎮、酉酬鎮、大渓鎮、興隆鎮、黒水鎮、丁市鎮、龔灘鎮、李渓鎮、泔渓鎮、酉水河鎮、蒼嶺鎮、小河鎮、板渓鎮
- 郷:涂市郷、銅鼓郷、可大郷、偏柏郷、五福郷、木葉郷、毛壩郷、花田郷、後坪郷、天館郷、宜居郷、万木郷、両罾郷、板橋郷、官清郷、南腰界郷、車田郷、腴地郷、清泉郷、廟渓郷、浪坪郷、双泉郷、楠木郷

## 交通

### 鉄道
- 渝懐線（中国語版）
  - 酉陽駅（中国語版）

### 道路
- 高速道路
  -  包茂高速道路
  -  酉沿高速道路（中国語版）
- 国道
  - G211国道
  - G319国道（中国語版）
  - G326国道

## 健康・医療・衛生
- 酉陽土家族苗族自治県人民医院
- 酉陽土家族苗族自治県中医院